# Violet (1981)
Violet ist ein US-amerikanisch-kanadischer Kurzfilm aus dem Jahr 1981 unter der Regie von Shelley Levinson, der mit einem Oscar ausgezeichnet wurde.
Dem Drehbuch liegt Doris Betts’ Geschichte The Ugliest Pilgrim zugrunde, erstmals veröffentlicht 1969.

## Handlung
Die junge Violet begibt sich auf eine Pilgerreise nach Tulsa in Oklahoma, da sie die Hoffnung hat, dass ihr ein prominenter Fernsehprediger helfen kann. Violets Gesicht ist durch einen Unfall in ihrer Kindheit entstellt. Was ihr auf dieser Reise passiert, hält die junge Frau in einem Tagebuch fest. Während ihrer Busfahrt macht Violet die Bekanntschaft von drei Mitreisenden, einer älteren weißen Frau, des schwarzen Soldaten Flick und des weißen Fallschirmspringers Monty. Mit jeder neuen Bekanntschaft fühlt Violet, dass sie sich wünscht, akzeptiert zu werden, es offenbart sich ihr aber auch, dass jeder Mensch auf der Suche nach Anerkennung ist.
Die ältere weiße Frau erzählt Violet, dass sie unterwegs zu ihrem Sohn ist, der in Nashville in einer Zellophan-Anlage arbeitet. Sie scheint Violets Narbe überhaupt nicht wahrzunehmen. Danach unterhält Violet sich mit Flick. Auch ihn scheint nicht zu kümmern, dass Violets Gesicht deformiert ist. Als der Bus hält, um den Fahrgästen eine Pause in einer Snackbar zu gönnen, verwickelt Monty Violet in ein Gespräch.
Als man wieder im Bus Platz genommen hat, diskutiert man über Violets Beweggründe für ihre Reise. Ist Violets Problem wirklich gelöst, wenn der Prediger ihr helfen kann? Vor allem Monty hat der jungen Frau deutlich gezeigt, dass er sie akzeptiert, wie sie ist, und sich nicht abwendet, nur weil ihr Gesicht entstellt ist. Violet stellt sich die Frage, wenn er sie annimmt, wie sie ist, wieso kann sie selbst es dann nicht. Ist ihr wirkliches Problem ihr mangelndes Selbstwertgefühl? Sie denkt an die schlafende alte Frau, deren Haut dünn und wie knittriges Papier aussah, aber halt ein liebes Gesicht, oder an die schwarze Hand des Soldaten, die sich auf ihre legte, was sie als schön empfand, obwohl sie zuerst nicht einfach nur den Menschen in ihm sah, sondern jemanden mit schwarzer Haut.
In Tulsa angekommen, macht Violet die Erfahrung, dass der Prediger nicht ihr Retter ist, er kann ihr keine befriedigenden Antworten auf ihre Fragen geben, sondern bleibt abstrakt in seiner Aussage. Ihre Bedürfnisse bleiben ungestillt. Als sie zurück ins Quartier in Fort Smith kommt, wartet Monty dort auf sie, wie er es versprochen hatte. Indem er ihr zeigt, dass sie etwas hat, dass sie für ihn attraktiv macht, hilft er ihr, sich selbst zu erkennen und den Weg in die richtige Richtung einzuschlagen. Violet erkennt, dass das eigentliche Problem mehr in ihrer Selbstwahrnehmung als in ihrem Gesicht liegt. Ist nicht das gesamte Leben eine Suche oder eine Pilgerfahrt?

## Produktion und Hintergrund
Es handelt sich um eine Produktion des American Film Institute (AFI), The Center for Advanced Film Studies.
Die Komponistin und Arrangeurin Jeanine Tesori adaptierte die Vorlage von Doris Betts für ein Musical am American Airlines Theatre. Sie äußerte, dass sie die Figur Violet liebe und liebe, wie sie in der Kurzgeschichte beschrieben werde. Diese Geschichte habe sie davon überzeugt, daraus ein Musical zu machen; was sich in Violet abspiele, ihr inneres Leben und die Art, wie sie denke, sei so ungewöhnlich gewesen. In dem Stück selbst gehe es um viele Dinge: Schönheit, die Reise des Lebens, die Betrachtung des Lebens als eine Busfahrt, sei man nun Fahrer oder Passagier.
Soundtrack
- Hand Painted Day von Molly-Ann Leikin und Charlie Black
- We Could Get a Good Night’s Sleep von Molly-Ann Leikin, Charlie Black und Rory Bourke

## Auszeichnung
- Shelley Levinson und Paul Kemp wurden 1982 mit einem Oscar in der Kategorie „Bester Kurzfilm“ (Live Action) ausgezeichnet.[3]